# モンティ・パイソン シングス
モンティ・パイソン シングス（英: Monty Python Sings）は、イギリスのコメディ・グループモンティ・パイソンが、1989年にヴァージン・レコードからリリースしたCDアルバム。この項では、2014年に未公開曲6曲を加えて再リリースされた、モンティ・パイソン・シングス（アゲイン）（英: Monty Python Sings (again)）についても記述する。

## モンティ・パイソン シングス
このアルバムは、モンティ・パイソン結成20年となった1989年にリリースされた。テレビシリーズや、映画作品、ライブなどで発表された曲を、26曲集めたアルバムである。2008年にはデラックス版として、8曲を加え全33曲となったバージョンで再リリースされている。このアルバムリリース直前に、パイソンズのメンバーだったグレアム・チャップマンが逝去しており、アルバムのブックレットには他のメンバーから彼への献辞が書かれている。

### 曲目リスト
通常版の邦題は、2014年に発売された『モンティ・パイソン シングス（アゲイン）』のものに拠った。邦題欄のリンクは日本語版記事、英題欄のリンクは英語版記事へのリンクである。
| #         | タイトル | 作詞      | 作曲・編曲 | 歌                                               | 時間 |
| --------- | --- | --------- | ---------- | ------------------------------------------------ | ---- |
| 1.        | 「オールウェイズ・ルック・オン・ザ・ブライト・サイド・オブ・ライフ」(Always Look on the Bright Side of Life) |           |            | エリック・アイドル、コーラス                     | 3:33 |
| 2.        | 「シット・オン・マイ・フェイス」(Sit on My Face)                                                             |           |            | モンティ・パイソン                               | 0:45 |
| 3.        | 「木こりの歌」(Lumberjack Song)                                                                              |           |            | マイケル・ペイリン、コーラス                     | 3:20 |
| 4.        | 「ペニス・ソング（ノット・ザ・ノエル・カワード・ソング）」(Penis Song (Not the Noel Coward Song))            |           |            | エリック・アイドル                               | 0:41 |
| 5.        | 「オリヴァー・クロムウェル」(Oliver Cromwell)                                                                |           |            | ジョン・クリーズ、コーラス                       | 4:10 |
| 6.        | 「マネー・ソング」(Money Song)                                                                               |           |            | エリック・アイドル                               | 0:52 |
| 7.        | 「会計士シャンティ」(Accountancy Shanty)                                                                     |           |            | エリック・アイドル、コーラス                     | 1:16 |
| 8.        | 「フィンランド」(Finland)                                                                                    |           |            | マイケル・ペイリン、コーラス                     | 2:01 |
| 9.        | 「メディカル・ラヴ・ソング」(Medical Love Song)                                                              |           |            | グレアム・チャップマン、コーラス                 | 3:31 |
| 10.       | 「アイム・ソー・ウォーリード」(I'm So Worried)                                                               |           |            | テリー・ジョーンズ                               | 3:38 |
| 11.       | 「すべての精子は神聖なり」(Every Sperm Is Sacred)                                                            |           |            | マイケル・ペイリン、テリー・ジョーンズ、コーラス | 4:34 |
| 12.       | 「人種差別の歌」(Never Be Rude to an Arab)                                                                   |           |            | テリー・ジョーンズ                               | 1:00 |
| 13.       | 「僕の大好きな中国人」(I Like Chinese)                                                                       |           |            | エリック・アイドル、コーラス                     | 3:10 |
| 14.       | 「エリック・ザ・ハーフ・ア・ビー」(Eric the Half-a-Bee)                                                      |           |            | ジョン・クリーズ、コーラス                       | 2:06 |
| 15.       | 「ブライアン・ソング」(Brian Song)                                                                           |           |            | ソニア・ジョーンズ                               | 2:36 |
| 16.       | 「ブルースの哲学者の歌」(Bruces' Philosophers Song)                                                          |           |            | モンティ・パイソン                               | 0:52 |
| 17.       | 「人生の意味」(Meaning of Life)                                                                              |           |            | エリック・アイドル                               | 2:15 |
| 18.       | 「ナイツ・オブ・ザ・ラウンド・テーブル」(Knights of the Round Table (Camelot Song))                          |           |            | モンティ・パイソン、ニール・イネス               | 1:06 |
| 19.       | 「オール・シングス・ダル・アンド・アグリー」(All Things Dull And Ugly)                                       |           |            | コーラス                                         | 1:33 |
| 20.       | 「偉大なる作曲家」(Decomposing Composers)                                                                    |           |            | マイケル・ペイリン                               | 2:48 |
| 21.       | 「ヘンリー・キッシンジャー」(Henry Kissinger)                                                                |           |            | エリック・アイドル                               | 1:28 |
| 22.       | 「アイヴ・ゴット・トゥ・レッグス」(I've Got Two Legs)                                                        |           |            | テリー・ギリアム                                 | 0:33 |
| 23.       | 「天国のクリスマス」(Christmas in Heaven)                                                                    |           |            | グレアム・チャップマン                           | 2:45 |
| 24.       | 「銀河系の歌」(Galaxy Song)                                                                                  |           |            | エリック・アイドル                               | 2:41 |
| 25.       | 「スパム・ソング」(Spam Song)                                                                                |           |            | コーラス                                         | 0:32 |
| 合計時間: | 合計時間: | 合計時間: | 53:46      |                                                  |      |

| #   | タイトル | 作詞 | 作曲・編曲 | 歌             |
| --- | --- | ---- | ---------- | -------------- |
| 26. | 「ハウ・スウィート・トゥ・ビー・イディオット」(How Sweet to Be an Idiot)                                                           |      |            | ニール・イネス |
| 27. | 「アーサーの歌」(Arthur's Song) |      |            |                |
| 28. | 「ラン・アウェイ・ソング」(Run Away Song)                                                                                          |      |            |                |
| 29. | 「ブレイヴ・サー・ロビン」(Brave Sir Robin)                                                                                        |      |            | ニール・イネス |
| 30. | 「オットーの歌」(Otto's Song) |      |            |                |
| 31. | 「アイ・ラヴ・マイ・ファット」(I Love My Fat)                                                                                      |      |            |                |
| 32. | 「アイ・ベット・ユー・ゼイ・ウォント・プレイ・ジス・ソング・オン・ザ・レディオ」(I Bet You They Won't Play This Song on the Radio) |      |            |                |
| 33. | 「ドゥ・ワット・ジョン」(Do What John)                                                                                             |      |            |                |

## モンティ・パイソン・シングス（アゲイン）
このアルバムは、1989年に発売された『モンティ・パイソン シングス』をリマスターし、未公開曲6曲を加えて再リリースしたものである。海外ではパイソンズ結成45周年に合わせて2014年6月30日に発売され、デラックス版のディスク2には1970年のアルバム『モンティ・パイソンの空飛ぶサーカス』が再収録された。
日本ではユニバーサル・ミュージック・ジャパンを通じて、2015年6月17日にリリースされた。日本版では歌詞対訳・解説訳の付いたブックレットが同封されている。
新規収録された作品は、2014年の45周年記念再結成ライブモンティ・パイソン 復活ライブ!でも用いられている。

### 曲目リスト
邦題は、ユニバーサルミュージックストアの商品ページに拠った。米印（※）は、未発表曲もしくはリメイク作品である。
| #   | タイトル | 作詞 | 作曲・編曲 | 歌 |
| --- | --- | ---- | ---------- | --- |
| 1.  | 「オールウェイズ・ルック・オン・ザ・ブライト・サイド・オブ・ライフ」(Always Look on the Bright Side of Life) |      |            | エリック・アイドル、コーラス |
| 2.  | 「人生の意味」(Meaning of Life)                                                                              |      |            | エリック・アイドル |
| 3.  | 「※ザ・シリー・ウォーク・ソング」(The Silly Walk Song)                                                       |      |            | コーラス（エリック・アイドル、ジョン・デュ・プレ、ボブ・セイカー、ティム・ホウィットナル、ソニア・ジョーンズ、ジェイミー・リサ・ジャックマン） |
| 4.  | 「ペニス・ソング（ノット・ザ・ノエル・カワード・ソング）」(Penis Song (Not the Noel Coward Song))            |      |            | エリック・アイドル |
| 5.  | 「マネー・ソング」(Money Song)                                                                               |      |            | エリック・アイドル |
| 6.  | 「オリヴァー・クロムウェル」(Oliver Cromwell)                                                                |      |            | ジョン・クリーズ、コーラス |
| 7.  | 「会計士シャンティ」(Accountancy Shanty)                                                                     |      |            | エリック・アイドル、コーラス |
| 8.  | 「フィンランド」(Finland)                                                                                    |      |            | マイケル・ペイリン、コーラス |
| 9.  | 「メディカル・ラヴ・ソング」(Medical Love Song)                                                              |      |            | グレアム・チャップマン、コーラス |
| 10. | 「アイム・ソー・ウォーリード」(I'm So Worried)                                                               |      |            | テリー・ジョーンズ |
| 11. | 「※すべての精子は神聖なり」(Every Sperm Is Sacred - 2014 Rework)                                             |      |            | マイケル・ペイリン、テリー・ジョーンズ、コーラス                                                                                               |
| 12. | 「僕の大好きな中国人」(I Like Chinese)                                                                       |      |            | エリック・アイドル、コーラス |
| 13. | 「※海軍メドレー」(The Naval Medley)                                                                          |      |            | コーラス |
| 14. | 「シット・オン・マイ・フェイス」(Sit on My Face)                                                             |      |            | モンティ・パイソン |
| 15. | 「人種差別の歌」(Never Be Rude to an Arab)                                                                   |      |            | テリー・ジョーンズ |
| 16. | 「エリック・ザ・ハーフ・ア・ビー」(Eric the Half-a-Bee)                                                      |      |            | ジョン・クリーズ、コーラス |
| 17. | 「ブライアン・ソング」(Brian Song)                                                                           |      |            | ソニア・ジョーンズ |
| 18. | 「※ラドヤード・キプリング」(Rudyard Kipling)                                                                 |      |            | マイケル・ペイリン |
| 19. | 「※ナッジ・ラップ/ブラックメール」(Nudge Rap / Blackmail)                                                    |      |            | エリック・アイドル、コーラス（ソニア・ジョーンズ、ジェイミー・リサ・ジャックマン）                                                             |
| 20. | 「ブルースの哲学者の歌」(Bruces' Philosophers Song)                                                          |      |            | モンティ・パイソン |
| 21. | 「ナイツ・オブ・ザ・ラウンド・テーブル」(Knights of the Round Table)                                         |      |            | モンティ・パイソン、ニール・イネス |
| 22. | 「オール・シングス・ダル・アンド・アグリー」(All Things Dull And Ugly)                                       |      |            | コーラス |
| 23. | 「偉大なる作曲家」(Decomposing Composers)                                                                    |      |            | マイケル・ペイリン |
| 24. | 「ヘンリー・キッシンジャー」(Henry Kissinger)                                                                |      |            | エリック・アイドル |
| 25. | 「アイヴ・ゴット・トゥ・レッグス」(I've Got Two Legs)                                                        |      |            | テリー・ギリアム |
| 26. | 「※レイニー・デイ・イン・ベルリン」(Rainy Day In Berlin)                                                     |      |            | エリック・アイドル |
| 27. | 「天国のクリスマス」(Christmas in Heaven)                                                                    |      |            | グレアム・チャップマン |
| 28. | 「スパム・ソング」(Spam Song)                                                                                |      |            | コーラス |
| 29. | 「銀河系の歌」(Galaxy Song)                                                                                  |      |            | エリック・アイドル |
| 30. | 「※ロウジアー・ソング」(Lousy Song)                                                                          |      |            | エリック・アイドル、グレアム・チャップマン |
| 31. | 「木こりの歌」(Lumberjack Song)                                                                              |      |            | マイケル・ペイリン、コーラス |

## 収録曲詳細
初出欄の「第◯シリーズ第◯話」は、『空飛ぶモンティ・パイソン』のシリーズ・放送話を指す。また初出スケッチのタイトルは空飛ぶモンティ・パイソンのエピソード一覧、曲の制作者はCDのブックレットに拠った。

### シングス（1989年）

#### 通常版トラック1〜5
オールウェイズ・ルック・オン・ザ・ブライト・サイド・オブ・ライフ
- オリジナル・タイトル：Always Look on the Bright Side of Life
- 作詞作曲：エリック・アイドル、編曲：ジョン・デュ・プレ
- 初出：映画第3作『ライフ・オブ・ブライアン』（1979年）エンディング・ソング
- 磔刑になった主人公ブライアンに対し、同じく磔にされている囚人が歌う曲。「人生の明るい所を見ようよ」と歌う曲で、パイソンズの一員グレアム・チャップマンの葬儀 (en) でも歌われた。

シット・オン・マイ・フェイス
- オリジナル・タイトル：Sit on My Face (en)
- 作曲：ハリー・パー＝デイヴィース（英語版）、作詞：エリック・アイドル、編曲：ジョン・デュ・プレ
- 初出：アルバム "Monty Python's Contractual Obligation Album" (en) （1980年）
- 原曲はグレイシー・フィールズ（英語版）による1934年の曲 "Sings As We Go（英語版）"である[7]。ダブル・ミーニングがふんだんに使われた歌詞で、そのまま読むと永遠の愛を誓うカップルの曲だが、読み方によってはきわどい内容になる[注 5]。
- ビートルズのメンバーであるジョージ・ハリスンの一周忌追悼イベント『コンサート・フォー・ジョージ』でも歌われた[注 6]。2014年の復活ライブではダンサーによるパフォーマンスが行われた。

木こりの歌
- オリジナル・タイトル：Lumberjack Song
- 作詞：テリー・ジョーンズ、マイケル・ペイリン
- 作曲：テリー・ジョーンズ、マイケル・ペイリン、フレッド・トムリンソン、編曲：フレッド・トムリンソン
- 初出：第1シリーズ第9話『アリのご紹介』（1969年）『木こりの歌』
- 木こりになりたい夢を高らかに歌い上げるが、段々と女装趣味が露呈してくる歌。リードシンガーであるペイリンの十八番スケッチとして知られ、2009年の『ノット・ザ・メシア』でも話の流れと無関係に歌っている。テレビ版とは異なり、木こりは「パパのように素敵な女の子になりたい」と歌う（テレビ版では「ママのように」）。

ペニス・ソング（ノット・ザ・ノエル・カワード・ソング）
- オリジナル・タイトル：Penis Song (Not the Noel Coward Song)（訳：ペニス・ソング（ノエル・カワードの曲にあらず））
- 作詞作曲：エリック・アイドル
- 初出：『人生狂騒曲』パート6『晩年』（1983年）
- 『人生狂騒曲』パート6で、ノエル・カワードのような格好をしたアイドルが歌ったナンバー。アイドルは本来の歌い方ではなく、声真似をして歌っている。2014年の復活ライブを収録した日本版ディスクでは、「ムスコのうた」としてクレジットされている。

オリヴァー・クロムウェル
- オリジナル・タイトル：Oliver Cromwell (en)
- 作詞：ジョン・クリーズ
- 原曲：フレデリック・ショパン『英雄ポロネーズ』
- 初出：ラジオ番組 "I'm Sorry, I'll Read That Again" (en) （1969年2月2日、『オリヴァー・クロムウェルのバラード』（ 英: "The Ballad of Oliver Cromwell" ）としてクレジット）[9][10]
- アルバム "Monty Python's Contractual Obligation Album" (en) （1980年）制作時にレコーディングされたが、その際は没トラックとなり収録されず、本アルバムで日の目を見た。
- オリヴァー・クロムウェルによるチャールズ1世の処刑と護国卿時代、アイルランド併合とスコットランド侵攻までの道のりを語る歌[注 7]。歌詞には鉄騎隊やネイズビーの戦い、ウスターの戦いなどが登場する。

#### 通常版トラック6〜10
マネー・ソング
- オリジナル・タイトル：Money Song
- 作曲：ジョン・グールド[注 8]、作詞：エリック・アイドル、ジョン・グールド、編曲：フレッド・トムリンソン
- 初出：第3シリーズ第3話『マネー・プログラム』（1972年）『マネー・プログラム』
- アルバム"Monty Python's Previous Record" (en) （1972年）制作時に再レコーディングし収録された。
- 初出では、実在の番組『ザ・マネー・プログラム（英語版）』をもじり、出演者以上に金銭に執着する司会者をアイドルが怪演している。彼の代表作スケッチの1つで、本人はパーソナル・ベストにも選んでいる[11]。

会計士シャンティ
- オリジナル・タイトル：Accountancy Shanty
- 作詞作曲：エリック・アイドル、ジョン・デュ・プレ
- 初出：映画第4作『人生狂騒曲』短編映画『クリムゾン 老人は荒野をめざす』（1983年）
- エリック・アイドルが制作したTVシリーズ『Rutland Weekend Television (en) 』(1975年)の中でアイドルとニール・イネスの共作で同名の楽曲が発表されている。『人生狂騒曲』制作時にアイドルがそのアイデアを膨らませ、全く異なる楽曲として制作された。
- シャンティとは海の上で歌われる労働歌を指す。テリー・ギリアムが監督したこの短編映画では、会計士の老人たちが自分たちの会社を船に仕立て大洋を目指す。パイソンズのスケッチでは、公認会計士が面白みの無い人物として何度も揶揄されている（第1シリーズ第10話『職業カウンセラー』 (en) など）。

フィンランド
- オリジナル・タイトル：Finland (en)
- 作詞作曲：マイケル・ペイリン、編曲：ジョン・デュ・プレ
- 初出：アルバム "Monty Python's Contractual Obligation Album" (en) （1980年）[12][13]
- その名の通り歌い手がフィンランドに住みたいと夢を語る一方で、国の説明がいささか適当になされている曲[注 9]。
- アイドルによるミュージカル『スパマロット』でも用いられている。『スパマロット』は映画第2作『ホーリー・グレイル』を原案としたミュージカルである。
- 谷山浩子はアルバム『フィンランドはどこですか?』でこの曲の訳詞カバーを発表している。

メディカル・ラヴ・ソング
- オリジナル・タイトル：Medical Love Song (en)
- 作詞：グレアム・チャップマン、エリック・アイドル、作曲：エリック・アイドル、ジョン・デュ・プレ、編曲：ジョン・デュ・プレ
- 初出：アルバム "Monty Python's Contractual Obligation Album" (en) （1980年）[14][12]
- 本アルバムには初出時よりも長いヴァージョンが収録された。
- 作詞したチャップマン自身は内科医であり、登場する病名は何故か下の方向のものばかりである[注 10]。BBCのホームページでは、この曲の歌詞と共に、登場する病気について紹介が成されている[14]。
- チャップマンの自伝を元にした2012年の映画『ある嘘つきの物語』ではエンディングテーマとして用いられた[15]。

アイム・ソー・ウォーリード
- オリジナル・タイトル：I'm So Worried
- 作詞作曲：テリー・ジョーンズ、編曲：ジョン・デュ・プレ
- 初出：アルバム "Monty Python's Contractual Obligation Album" (en) （1980年）[12][13]
- 中東情勢やテクノロジーの行方など、昨今の世情を憂う曲だが、何故かヒースロー空港の手荷物検査システムを何度も心配する曲。

#### 通常版トラック11〜15
すべての精子は神聖なり
- オリジナル・タイトル：Every Sperm Is Sacred (en)
- 作詞：マイケル・ペイリン、テリー・ジョーンズ、作曲：デイヴィッド・ハウマン、アンドレ・ジャックマン
- 初出：映画第4作『人生狂騒曲』パート1『出産の奇跡2 第3世界編』（1983年）
- ローマ・カトリックの父親が、避妊を禁止する自宗教の教えを礼賛する歌（彼の子供たち数十人がコーラスを務める）。映画ではこの歌の後に、プロテスタントの夫婦による避妊許可を喜ぶスケッチが挿入されている。スケッチまでの流れを含め、2014年の復活ライブでも再演された。

人種差別の歌
- オリジナル・タイトル：Never Be Rude to an Arab (en) （訳：アラブの方々に失礼のないように）
- 作詞作曲：テリー・ジョーンズ、編曲：ジョン・デュ・プレ
- 初出：アルバム "Monty Python's Contractual Obligation Album" (en) （1980年）
- タイトル通り、様々な人種の人々へ失礼のない行動をしようと訴える曲。一方で曲中での人種呼称はどんどん差別的になり[注 11]、最後には歌い手が爆破されて終わる。

僕の大好きな中国人
- オリジナル・タイトル：I Like Chinese (en)
- 作詞作曲：エリック・アイドル、編曲：ジョン・デュ・プレ
- 初出：アルバム "Monty Python's Contractual Obligation Album" (en) （1980年）[12]
- 発表当時の世情を憂い、「中国人の身長は僕らの膝丈くらい」などと、西洋から見たステレオタイプな中国人を指して賛美する。禅宗や道教、毛沢東思想など中国に関係する事物が多数挙げられる歌詞である。途中中国語で歌われるパートがある。
- 2014年の復活ライブで演じられた際には、「中国はまだ少し共産主義国家」などの歌詞が足されたバージョンが披露された。

エリック・ザ・ハーフ・ア・ビー
- オリジナル・タイトル：Eric the Half-a-Bee (en)
- 作詞：エリック・アイドル、ジョン・クリーズ、作曲：エリック・アイドル
- 初出："Monty Python's Previous Record" (en) （1972年）
- 「ザ・ハーフ・ア・ビー」（英: the Half-a-Bee）とは、ケンタウロスが半人半獣と言われるのと同様に、「半分がハチである生物」を指す。英国版のブックレットには、アイドルの顔をしたハチの絵が描き込まれている（アイドルのファーストネームは「エリック」）。「半分がハチならもう半分は何だ」とする哲学問答が含まれるほか、"Bee"（ハチ）・"see"（見る）・"employee"（被雇用者）など脚韻がふんだんに使われた曲。
- クリーズはこの曲をお気に入りスケッチの一つに挙げている[16]。

ブライアン・ソング
- オリジナル・タイトル：Brian Song (en)
- 作詞：マイケル・ペイリン、作曲：アンドレ・ジャックマン、デイヴ・ハウマン
- 初出：映画第3作『ライフ・オブ・ブライアン』（1979年）テーマソング
- 『ライフ・オブ・ブライアン』のタイトルロールで主人公・ブライアンを紹介する歌だが、その紹介はどこかぶっきらぼうである。マイケル・ペイリンは、「ジェームズ・ボンド映画」の壮大なオープニング・ソングを意識してこの曲を作詞した。ソニア・ジョーンズ（英語版）がこの曲を歌っている。映画のスタッフロールを兼ねたオープニングアニメで使われた。

#### 通常版トラック16〜20
ブルースの哲学者の歌
- オリジナル・タイトル：Bruces' Philosophers Song (en)
- 作詞作曲：エリック・アイドル
- 初出：アルバム "The Monty Python Matching Tie and Handkerchief" (en) （1973年）
- 設定の初出はオーストラリア人いじりの『ブルース・スケッチ』 (en) （第2シリーズ第9話『身体のパーツを見分ける方法』（1970年））。
- カント・ハイデッガーなど哲学者の名前が多数歌詞に織り込まれ、各連ごとに脚韻が踏まれている。呑兵衛のオーストラリア人たち（全員の名前がブルース）を揶揄する曲で、デカルトの名言「我思う、故に我あり」が「我呑む、故に我あり」ともじられているなどする。1980年の『ライブ・アット・ハリウッド・ボウル』や2014年の『復活ライブ』でもパフォーマンスされている。

人生の意味
- オリジナル・タイトル：Meaning of Life
- 作詞：エリック・アイドル、作曲：エリック・アイドル、ジョン・デュ・プレ
- 初出：映画第4作『人生狂騒曲』（1983年）オープニング・タイトル曲

ナイツ・オブ・ザ・ラウンド・テーブル
- オリジナル・タイトル：Knights of the Round Table (Camelot Song)（訳：円卓の騎士（キャメロットの歌））
- 歌唱：モンティ・パイソン、ニール・イネス
- 作詞：グレアム・チャップマン、ジョン・クリーズ、作曲：ニール・イネス
- 初出：映画第2作『ホーリー・グレイル』（1974年）
- アーサー王の一行がキャメロット城を訪れようとした際、中で騎士たちが歌い踊っている曲。これを聞いたアーサー王は、「馬鹿がうつるといけない」としてキャメロットに立ち寄らず聖杯を探す旅に出る。この曲中の「ハムもジャムもスパムも沢山食べるよ」との歌詞が、アイドルの制作したミュージカル『スパマロット』の語源となった。

オール・シングス・ダル・アンド・アグリー
- オリジナル・タイトル：All Things Dull And Ugly（訳：だるくて醜いこと全部）
- 作詞：エリック・アイドル、作曲：トラディショナル
- 初出：アルバム "Monty Python's Contractual Obligation Album" (en) （1980年）[12][13]
- アイドルが『ライフ・オブ・ブライアン』の制作時期に作詞、1979年出版の書籍『MONTYPYTHONSCRAPBOOK』に歌詞が収録されている。
- 原曲は、賛美歌 "All Things Bright and Beautiful" (en) である。この世の害悪について述べ、「神がこれらを作りたもうた」と歌う曲。原曲と比べると文章構成の骨組みだけ残されていることが分かる。

偉大なる作曲家
- オリジナル・タイトル：Decomposing Composers (en)
- 作詞作曲：マイケル・ペイリン、編曲：ジョン・デュ・プレ
- 初出：アルバム "Monty Python's Contractual Obligation Album" (en) （1980年）[要出典][12]
- 原題 "Decomposing Composers" は、「作曲する」(compose) と「分解する」(decompose) のダブル・ミーニングである。ベートーヴェンやモーツァルトなど大作曲家を何人も挙げ、「みんな死んでしまったから何も出来ない」と歌う曲。"Decomposing"（訳：分解中の）とは彼ら大作曲家が鬼籍に入り、墓場で分解されていることを指す。
- 曲の前半、ペイリンの歌う後ろでパッヘルベルの『カノン』が流れているほか、曲の後半部ではクラシックの名曲がメドレーとして流れている（チャイコフスキーの『白鳥の湖』など）[17][13]。
- 谷山浩子はアルバム『テルーと猫とベートーヴェン』でこの曲を訳詞カバーしている。

#### 通常版トラック21〜25
ヘンリー・キッシンジャー
- オリジナル・タイトル：Henry Kissinger
- 作詞作曲：エリック・アイドル、編曲：ジョン・デュ・プレ
- 初出："Monty Python's Contractual Obligation Album" (en) （1980年）
- 本アルバムへは初出時よりも長いヴァージョンで収録。このヴァージョンの初出は1987年のコンピレーションアルバム"Monty Python The Final Rip Off" (en) （1980年）。
- 実在のアメリカ国務長官ヘンリー・キッシンジャーの名前が冠された曲。彼の政策をマキャヴェリズムだとするほか、彼のドイツ訛りの英語を揶揄する歌詞となっている。

アイヴ・ゴット・トゥ・レッグス
- オリジナル・タイトル：I've Got Two Legs (en) （訳：僕には脚が2本ある）
- 作詞作曲：テリー・ギリアム
- 初出：アルバム"Monty Python Live at Drury Lane" (en) （1974年）
- 1974年のドルリー・レーンでのライブのために制作された。スタジオ・ヴァージョンはアルバム"Monty Python's Contractual Obligation Album" (en) （1980年）への収録が検討されたがそのときは没になり、結局収録から15年たった本アルバムで日の目を見た。
- 脚がある喜びを歌う曲だが、途中でギリアムが撃ち落とされて曲が強制的に終了する。アルバムバージョンでは、歌の前にギリアムによる自己紹介が入る。2014年の『復活ライブ』ではスケッチ『討論教室』 (en) [注 12]の後に、天井から吊られたギリアムが歌い、クリーズが彼を撃ち落とした。

天国のクリスマス
- オリジナル・タイトル：Christmas in Heaven
- 作詞：テリー・ジョーンズ、作曲：エリック・アイドル
- 初出：映画第4作『人生狂騒曲』（1983年）パート7『死』
- 映画の登場人物が全員集められた天国で、アメリカ人歌手役のチャップマンが歌う曲。天国の見かけはラスベガスのホテルラウンジで、アメリカ人歌手「毎日がクリスマスだ」と歌い上げる。2014年の『復活ライブ』ではチャップマンが逝去していたため、サミュエル・ホームズが代役として歌った。

銀河系の歌
- オリジナル・タイトル：Galaxy Song (en)
- 作詞：エリック・アイドル、作曲：エリック・アイドル、ジョン・デュ・プレ
- 初出：映画第4作『人生狂騒曲』（1983年）パート5『臓器移植』
- 銀河系を見れば自分たち人間なんてちっぽけだとする曲。パート5で臓器移植を渋る女性を説得するため、冷蔵庫から現れたアイドルが歌う。曲中の宇宙に関する数値はほとんどがでたらめであり、2014年の『復活ライブ』ではブライアン・コックスが登場して間違いを指摘した。スケッチの続きではスティーヴン・ホーキング博士が登場して電子音声でこの曲を歌うが、このバージョンはiTunes Storeなどでダウンロードできる[18]。

スパム・ソング
- オリジナル・タイトル：Spam Song
- 初出：第2シリーズ第12話『スパム』（1970年）『スパム』
- アルバム"Another Monty Python Record" (en) （1971年）の制作時にレコーディングされた。
- 作詞：マイケル・ペイリン、テリー・ジョーンズ、作曲：マイケル・ペイリン、テリー・ジョーンズ、フレッド・トムリンソン、編曲：フレッド・トムリンソン
- 「スパムの多い食堂」にやってきたバイキングたちが歌う曲。

#### デラックス版（2008年）収録曲
ハウ・スウィート・トゥ・ビー・イディオット
- オリジナル・タイトル：How Sweet to Be an Idiot (en)
- 作詞作曲：ニール・イネス
- 初出：アルバム "How Sweet To Be An Idiot" (en) （ニール・イネスのソロアルバム、1973年）
- 元々は「7人目のパイソンズ」として、テレビシリーズや『ホーリー・グレイル』に参加していた、ニール・イネスのソロ曲である。イネスはこの曲をライブ・アット・ドルリー・レーン（英語版）（1974年）やモンティ・パイソン・ライブ・アット・ザ・ハリウッド・ボウル（1980年）でも披露している[19]。

アーサーの歌
- オリジナル・タイトル：Arthur's Song
- 作詞：、作曲：ニール・イネス
- 初出：アルバム "The Album of the Soundtrack of the Trailer of the Film of Monty Python and the Holy Grail" (en) の再発版（2006年）[20]
- 映画第2作『ホーリー・グレイル』（1975年）の未使用楽曲。

ラン・アウェイ・ソング
- オリジナル・タイトル：Run Away Song
- 作詞：、作曲：ニール・イネス
- アルバム "The Album of the Soundtrack of the Trailer of the Film of Monty Python and the Holy Grail" (en) の再発版（2006年）[20]
- 映画第2作『ホーリー・グレイル』（1975年）の未使用楽曲。

ブレイヴ・サー・ロビン
- オリジナル・タイトル：Brave Sir Robin
- 作詞：、作曲歌唱：ニール・イネス
- 初出：映画第2作『ホーリー・グレイル』（1974年）
- 四手に分かれたアーサー王の一行の内、ロビン卿（アイドル）に随行した吟遊詩人（イネス）が歌う曲。最初はロビン卿の偉大さを讃える歌詞だったが、次第に彼の逃走を歌詞にするようになる。

オットーの歌
- オリジナル・タイトル：Otto's Song
- 作詞：、作曲：
- 初出：アルバム "Monty Python's Life of Brian" (en) の再発版（2006年）[21]
- 劇中登場する「集団自殺隊」隊長のオットー（アイドル）の歌である。このシーンは、ギリアムの作った隊のシンボルマークがハーケンクロイツに酷似していたため、ユダヤ人に対する不適切な表現だとして、映画の尺なども鑑みてメンバー自らカットしたもの[注 13]。このためオットーたちは、磔になったブライアンの前に突然現れ自殺する筋書きになっている[注 13]。

アイ・ラヴ・マイ・ファット
- オリジナル・タイトル：I Love My Fat
- 作詞：テリー・ギリアム、作曲：アンドレ・ジャックマン、デイヴィッド・ハウマン
- 初出：アルバム "Monty Python's The Meaning of Life" (en) の再発版（2006年）
- 『人生狂騒曲』パート6『晩年』（1983年）からカットされた場面で使用された楽曲。

アイ・ベット・ユー・ゼイ・ウォント・プレイ・ジス・ソング・オン・ザ・レディオ
- オリジナル・タイトル：I Bet You They Won't Play This Song on the Radio (en) （訳：この曲をラジオでかけない方に賭けるね）
- 作詞作曲：エリック・アイドル
- 初出：アルバム "Monty Python's Contractual Obligation Album (en) （1980年）[22]
- 曲中にはラジオ放送の自主規制基準に抵触する単語がふんだんに含まれており[注 14]、この自主規制そのものを揶揄している。アイドルは同様の曲 "FCC Song" (en) も作曲している[注 15]。この曲の歌詞自体もこの自主規制基準に抵触しているが、そのような単語の部分には伏せ字音（いわゆるピー音）やコミック・サウンド（英語版）などが用いられ[注 16]、歌詞が聞き取れないようになっている[25]。
- アルバム『ザ・ファイナル・リップ・オフ（英語版）』のディスク2、"Always Look on the Bright Side of Life" のE.P.盤にも収録された[26]。

ドゥ・ワット・ジョン
- オリジナル・タイトル：Do What John
- 初出：アルバム "Monty Python's Contractual Obligation Album (en) (1980年)
- 作詞作曲：エリック・アイドル、テリー・ジョーンズ

### シングス・アゲイン（2014年）

#### 新規収録曲
ザ・シリー・ウォーク・ソング
- オリジナル・タイトル：The Silly Walk Song
- 作詞作曲：エリック・アイドル、ジョン・デュ・プレ
- 初出：モンティ・パイソン 復活ライブ!（2014年）『シリー・ウォーク』
- スケッチの初出：第2シリーズ第1話『内務大臣を迎えて（別題：ディンズデール）』（1970年）『バカ歩き省』
- 代表作『バカ歩き』を封印したクリーズに代わり、ダンサーたちがパフォーマンスした後ろで流れていた曲。

海軍メドレー
- オリジナル・タイトル：The Naval Medley
- 作詞作曲：エリック・アイドル、ジョン・デュ・プレ
- 初出：モンティ・パイソン 復活ライブ!（2014年）『海軍メドレー』
- アイドルが歌った『ペニス・ソング』（ディスクでのクレジットは『ムスコのうた』）に引き続いて歌われたもの。『ペニス・ソング』から始まるメドレーソングで、水兵の格好をしたダンサーが歌い踊る。次のスケッチ『お笑い海兵隊』[注 17]に繋がる。

ラドヤード・キプリング
- オリジナル・タイトル：Rudyard Kipling
- 作詞：マイケル・ペイリン、作曲：ジョン・デュ・プレ
- アルバム "Monty Python's Contractual Obligation Album (en) (1980年)の際にレコーディング、没となった楽曲。
- 『ジャングル・ブック』などの作品で知られるラドヤード・キップリングのファースト・ネームをおちょくった曲。マイケル・ペイリンが少なくとも5役をこなし、一人で歌唱している。

ナッジ・ラップ / ブラックメール
- オリジナル・タイトル：Nudge Rap / Blackmail
- 作詞作曲：エリック・アイドル、ジョン・デュ・プレ
- 初出：モンティ・パイソン 復活ライブ！（2014年）『このお！ちょんちょん』（ナッジ・ナッジ） (en) と『恐怖のブラックメイル』のつなぎ曲
- スケッチの初出（ナッジ・ナッジ）：第1シリーズ第3話『遠くから異なる種類の木を見分ける方法』（1969年）『ナッジナッジ（このお、ちょんちょん）』
- スケッチの初出（ブラックメイル）：第2シリーズ第5話『とあるスナック・バーからの中継』（1970年）『恐怖のブラック・メイル』
- 元となる楽曲はアイドルの行った舞台"Eric Idle Exploits Monty Python"（2002年）で使用された"Nudge Nudge Rap"。これを復活ライブの際にスケッチ間をつなぐ曲としてアレンジした。
- 『ナッジ・ナッジ』はアイドル、『ブラックメイル』はペイリンの十八番スケッチとして知られるもの。また、『ナッジ・ナッジ』では吹替の広川太一郎による軽妙な台詞も名演として知られている[27]。
- 『ナッジ・ナッジ』でのアイドルの台詞・『ブラックメイル』でのペイリンの台詞が曲に使われている（公式リリックビデオ参照）。

レイニー・デイ・イン・ベルリン
- オリジナル・タイトル：Rainy Day In Berlin
- 作詞作曲：エリック・アイドル
- アルバム "Monty Python's Contractual Obligation Album (en) (1980年)の没トラック。アイドルがベルリンで雷雨に遭った実体験がもとになっている。

ロウジアー・ソング
- オリジナル・タイトル：Lousy Song[注 18]
- 作詞作曲：エリック・アイドル、グレアム・チャップマン[29]
- Monty Python's Contractual Obligation Album (en) （1980年）[29]の没トラック。アイドルがレコーディングした曲を聞き返している際にチャップマンがスタジオに入ってきて、二人で即興で演じたスケッチがそのまま楽曲となっている。

#### シングス・アゲイン（2014年）デラックス版
収録曲・曲順は1970年のアルバム『モンティ・パイソンの空飛ぶサーカス』と同じである。